# قبه‌یخ

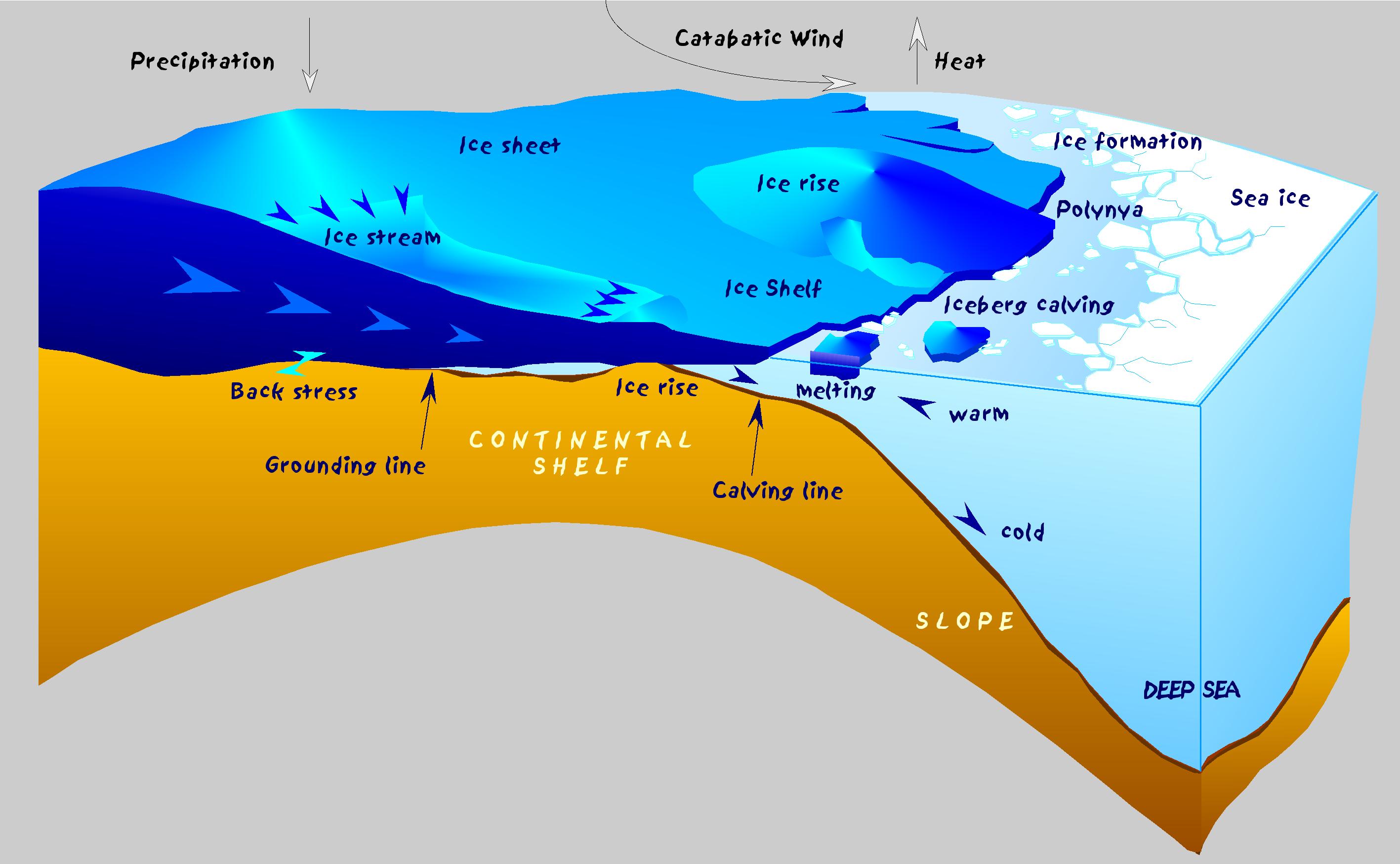
طرح فرایندهای زمین‌شناختی و اقیانوس‌نگاری در ساحل جنوبگان که بالاآمدن قبه‌یخ از درون یخ‌تاق را نشان می‌دهد.

قبه‌یخ (انگلیسی: Ice rise) توده یخ معمولاً گنبدی‌شکل است که به وضوح دارای ارتفاع بیشتری از یخ‌تاق پیرامون خود بوده و چند صد متر بالاتر از آن قرار دارد. قبه‌یخ زمانی شکل می‌گیرد که یخ‌تاق به دلیل بالاآمدن بستر دریا به آن برخورد کرده ولی همچنان در زیر سطح آب باقی می‌ماند. (در مقابل، زمانی که بالا آمدن بستر دریا باعث بالاتر قرار گرفتن آن نسبت به سطح دریا شود، جزیره شکل می‌گیرد) یخ‌تاق بر روی بستر دریا قرار گرفته و آن را به‌طور کامل با یخ می‌پوشاند و بدین‌ترتیب قبه‌یخ را به‌وجود می‌آورد. افزایش تنش ناشی از این فرایند باعث تشکیل یخ‌کافت در اطراف قبه‌یخ می‌شود.
اگر یک جزیره به‌طور کامل با یخ‌تاق پوشیده شده باشد، ممکن است همانند قبه‌یخ به نظر برسد؛ در این وضعیت مطالعات و اندازه‌گیری‌های دقیق برای تفکیک این دو عارضه جغرافیایی لازم است.
با وجود این که قبه‌یخ‌ها معمولاً در محدوده یخ‌تاق‌ها وجود دارند، ولی گاهی می‌توان آن‌ها را در دریاهای آزاد نیز مشاهده کرد. در حال حاضر قبه‌یخ‌ها فقط به همراه یخ‌تاق‌های جنوبگان دیده می‌شود و مساحت بزرگ‌ترین آن‌ها از ۱۰۰۰۰ کیلومتر مربع (ابعاد ۵۰ در ۲۰۰ کیلومتر) بیشتر است. برخی از قبه‌یخ‌ها به اشتباه جزیره نامیده می‌شوند و همچنین برخی از جزایری که کاملاً با یخ پوشیده شده و دارای یخ‌تاق هستند نیز به اشتباه قبه‌یخ نامیده شده‌اند.